# Маринко
Маринко је словенско, руско мушко име, настало од имена Марина или Марија.

## Популарност
У Словенији је ово име 2007. било на 357. месту по популарности. Занимљиво је да је у овој земљи Маринко као презиме било на 685. по распрострањености. У Хрватској је током 20, века ово име било веома популарно, нарочито шестдесетих и седамдесетих година и то у Загребу, Сплиту и Ријеци, али му је популарност последњих година опадала. У овој земљи, то је тепање од имена Марин, односно изведено име од имена Маријан.